# Diego Marabelli
Diego Marabelli (Zerbo, 23 februari 1914 – Pavia, 12 juli 2006) was een Italiaans wielrenner. 

## Belangrijkste overwinningen
1938
- 16e etappe Ronde van Italië

1939
- 8e etappe Ronde van Italië

1940
- 3e etappe Ronde van Italië

## Resultaten in voornaamste wedstrijden
| Jaar | Ronde van Italië | Ronde van Frankrijk | Ronde van Spanje |
| ---- | ---------------- | ------------------- | ---------------- |
| 1936 |                  |                     |                  |
| 1937 |                  |                     |                  |
| 1938 | 11e (1)          |                     |                  |
| 1939 | 15e (1)          |                     |                  |
| 1940 | 15e (1)          |                     |                  |
| 1942 |                  |                     |                  |
| 1943 |                  |                     |                  |
| 1946 | 15e              |                     |                  |

| Jaar | Milaan-San Remo | Ronde van Lombardije |
| ---- | --------------- | -------------------- |
| 1936 |                 | ↑                    |
| 1937 | 9e              |                      |
| 1938 | 12e             | 5e                   |
| 1939 | 18e             |                      |
| 1940 | 10e             |                      |
| 1942 |                 |                      |
| 1943 | 17e             |                      |
| 1946 |                 |                      |